# Another Night in Nashville
„Another Night in Nashville” – singel brytyjskiego wykonawcy Chrisa Normana (byłego wokalisty grupy Smokie) oraz niemieckiej piosenkarki C.C. Catch wydany w październiku 2014 roku przez wytwórnię Solo Sound Records. Ukazał się w dwóch wydaniach: na MP3 i promocyjnie na płycie CD.

## Lista utworów

### Wydanie na CD[1]
1. „Another Night In Nashville” – 4:14

### Wydanie MP3[2]
1. „Another Night In Nashville” – 4:14

## Autorzy[3]
- Muzyka: Chris Norman
- Autor tekstów: Chris Norman
- Śpiew: Chris Norman, C.C. Catch
- Producent: Chris Norman